# Ancaster—Dundas—Flamborough—Aldershot
Circonscription électorale fédérale du Canada
Ancaster—Dundas—Flamborough—Albershot (précédemment connue sous le nom de Wentworth—Burlington) est une ancienne circonscription électorale fédérale de l'Ontario, représentée de 1997 à 2004.
La circonscription de Wentworth—Burlington a été créée en 1996 d'une partie d'Hamilton—Wentworth. Renommée Ancaster—Dundas—Flamborough—Aldershot en 2000, elle fut abolie en 2003 et redistribuée parmi Ancaster—Dundas—Flamborough—Westdale, Burlington, Hamilton-Centre, Hamilton Mountain et Niagara-Ouest—Glanbrook.
En 2001, la circonscription comprenait une population de 104 775 personnes.

## Géographie
En 1996, la circonscription de Wentworth—Burlington comprenait:
- Les municipalités d'Ancaster, Dundas et Flamborough
- La ville de Burlington

## Députés
| Législature | Années                                           | Député                                           | Député                                           | Parti                                            |
| Wentworth—Burlington issue de Hamilton—Wentworth                                                                                   | Wentworth—Burlington issue de Hamilton—Wentworth | Wentworth—Burlington issue de Hamilton—Wentworth | Wentworth—Burlington issue de Hamilton—Wentworth | Wentworth—Burlington issue de Hamilton—Wentworth |
| --- | ------------------------------------------------ | ------------------------------------------------ | ------------------------------------------------ | ------------------------------------------------ |
| 36e | 1997–2000                                        |                                                  | John H. Bryden                                   | Libéral                                          |
| Ancaster—Dundas—Flamborough—Aldershot                                                                                              |                                                  |                                                  |                                                  |                                                  |
| 37e | 2000–2004                                        |                                                  | John H. Bryden                                   | Libéral                                          |
| 37e | 2004-2004                                        |                                                  | John H. Bryden                                   | Indépendant                                      |
| 37e | 2004-2004                                        |                                                  | John H. Bryden                                   | Conservateur                                     |
| Redistribuée parmi Ancaster—Dundas—Flamborough—Westdale, Burlington, Hamilton-Centre, Hamilton Mountain et Niagara-Ouest—Glanbrook |                                                  |                                                  |                                                  |                                                  |